# Lulua (rivier)
De Lulua (ook Luluwa) is een rivier in Centraal-Afrika die ontspringt in het uiterste zuiden van de provincie Lualaba van de Democratische Republiek Congo, op minder dan vijf kilometer van de staatsgrens met Angola ten oosten van Dilolo. Hij stroomt noordwaarts doorheen de provincies Lualaba en Centraal-Kasaï van DR Congo. De hoofdstad van de provincie Centraal-Kasaï, Kananga, ligt aan de oevers van de rivier. Het is een oude koloniale post, gesticht in 1885 door ontdekkingsreiziger Hermann von Wissmann als Luluaburg. De Lulua mondt in de provincie Kasaï uit in de rivier Kasaï, die tot dan een zelfde noordwaarts traject heeft gevolgd, maar meer naar het westen. De Kasaï is zelf een zijrivier van de Kongo. De monding ligt zo'n 170 km in vogelvlucht ten noordoosten van Kinshasa.